# Тэнсю
Тэнсю (яп. 天守,殿主,殿守,天主, «защитник Небес», «властитель», «господин-защитник», «владыка Неба») или (более поздний вариант) тэнсюкаку (яп. 天守閣, «башня Тэнсю») — главная башня в центральной части японского замка второй половины XVI—XIX веков. Соответствует европейскому понятию донжон. В военное время служила командным центром и последним рубежом обороны замка, а в мирное — символизировала величие его хозяина.

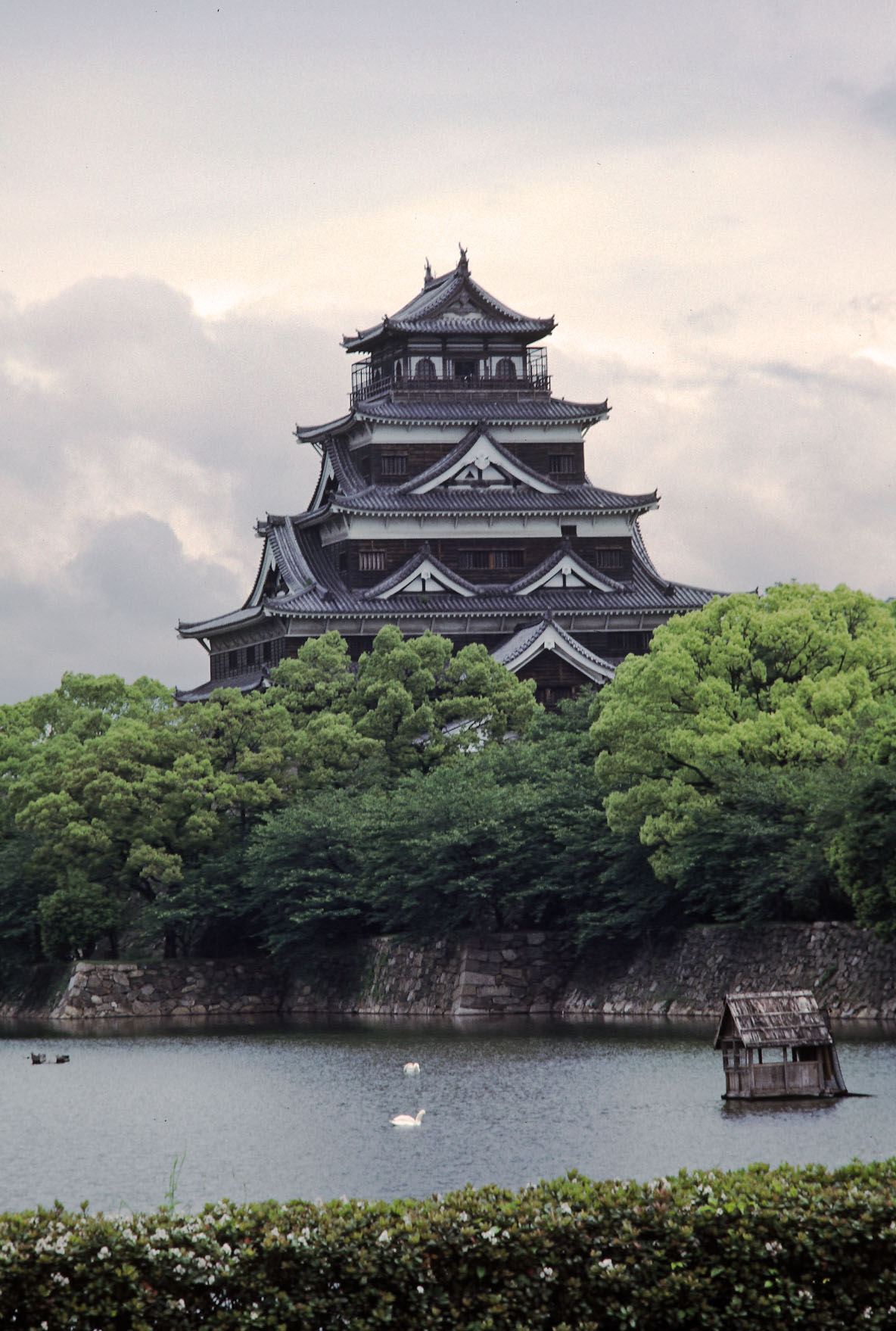
Тэнсю замка в Хиросиме

Конструкция большинства замков Японии имеет одинаковое расположение: тэнсю возводилась на возвышенности и была обнесена несколькими рядами защитных стен с целью фортификации сооружений в центре. Территория замка, окружённая стенами и рвом, носит название «курува». Фланкирующие башни имеют форму конусов и носят название «ягура».
Территория вокруг главной башни называется хоммару (яп. 本丸).